# Liste der Monuments historiques in Dieffenbach-au-Val
Die Liste der Monuments historiques in Dieffenbach-au-Val führt die Monuments historiques in der französischen Gemeinde Dieffenbach-au-Val auf.

## Liste der Bauwerke
| Bezeichnung       | Beschreibung | Standort                 | Kennzeichnung | Schutzstatus | Datum | Bild           |
| ----------------- | --- | ------------------------ | ------------- | ------------ | ----- | -------------- |
| Kirche St-Laurent | Chorturm im Kern aus dem 14. Jahrhundert, Schiff von 1699, Verlängerung des Schiffs und klassizistische Westfassade von 1785 | Place de l’Église (Lage) | PA00084692    | Inscrit      | 1986  | weitere Bilder |

## Liste der Objekte
| Bezeichnung     | Beschreibung                                    | Standort                        | Kennzeichnung | Schutzstatus | Datum | Bild           |
| --------------- | ----------------------------------------------- | ------------------------------- | ------------- | ------------ | ----- | -------------- |
| Marienaltar     | linker Seitenaltar; Holz, farbig gefasst, 1699  | in der Kirche St-Laurent (Lage) | PM67001226    | Inscrit      | 1995  | weitere Bilder |
| Kanzel          | Holz, farbig gefasst, 18. Jahrhundert           | in der Kirche St-Laurent (Lage) | PM67001228    | Inscrit      | 1988  | weitere Bilder |
| Kruzifix        | Holz, vermutlich aus dem 18. Jahrhundert        | in der Kirche St-Laurent (Lage) | PM67001229    | Inscrit      | 1988  |                |
| Josephsaltar    | rechter Seitenaltar; Holz, farbig gefasst, 1699 | in der Kirche St-Laurent (Lage) | PM67001225    | Inscrit      | 1995  | weitere Bilder |
| Laurentiusaltar | Hauptaltar; Holz, farbig gefasst, um 1700       | in der Kirche St-Laurent (Lage) | PM67001227    | Inscrit      | 1995  | weitere Bilder |